# Contexte de la guerre d'Hiver
Le contexte de la guerre d'Hiver couvre la période précédent le déclenchement de la guerre d'Hiver entre la Finlande et l'Union soviétique en 1939-1940. La période s'étend de la déclaration d'indépendance de la Finlande en 1917 aux négociations soviéto-finlandaises en 1938-1939.
Avant son indépendance, la Finlande était un grand-duché autonome à l'intérieur de l'Empire russe. Au cours de la guerre civile finlandaise, les Gardes rouges, soutenus par les Bolcheviks russes, furent défaits. Craignant les Soviétiques dans les années 1920 et 1930, les Finlandais tentèrent constamment de s'aligner sur la neutralité scandinave, en particulier celle de la Suède. En outre, les Finlandais engagèrent une coopération militaire secrète avec l'Estonie dans les années 1930.
Alors que durant les années 1920 et au début des années 1930, les relations avec l'Union soviétique s’étaient normalisées, à partir de 1938, les Soviétiques, inquiets que la Finlande puisse être utilisée comme un tremplin pour une invasion, entamèrent des négociations en vue de conclure un accord militaire. En même temps, le désir du dirigeant soviétique, Joseph Staline, de récupérer les territoires de la Russie tsariste perdus dans le chaos de la révolution d'Octobre et la guerre civile russe faisait de la Finlande une cible évidente. En raison de la nature des exigences soviétiques, qui comprenaient la mise en place d’installation militaires soviétiques sur le sol finlandais, ces négociations ne menèrent à rien.
En août 1939, l'Union soviétique et l'Allemagne nazie signèrent le Pacte germano-soviétique dans lequel l'Europe orientale fut divisée en sphères d'influence, la Finlande étant incluse dans la sphère d'influence soviétique. En octobre 1939, Staline prit le contrôle des États baltes et se tourna vers la Finlande en étant certain que le contrôle soviétique pourrait être acquis sans grand effort. L'Union soviétique exigea des territoires sur l'isthme de Carélie, les îles du golfe de Finlande et une base militaire près de la capitale finlandaise, Helsinki. Comme lors des demandes présentées les années précédentes, les Finlandais refusèrent.
L'Armée rouge attaqua le 30 novembre 1939. En même temps, Staline mit en place un gouvernement fantoche à la tête de la République démocratique finlandaise, dirigé par le communiste finlandais Otto Wille Kuusinen.

## Politique finlandaise avant-guerre

### Premières étapes de la République

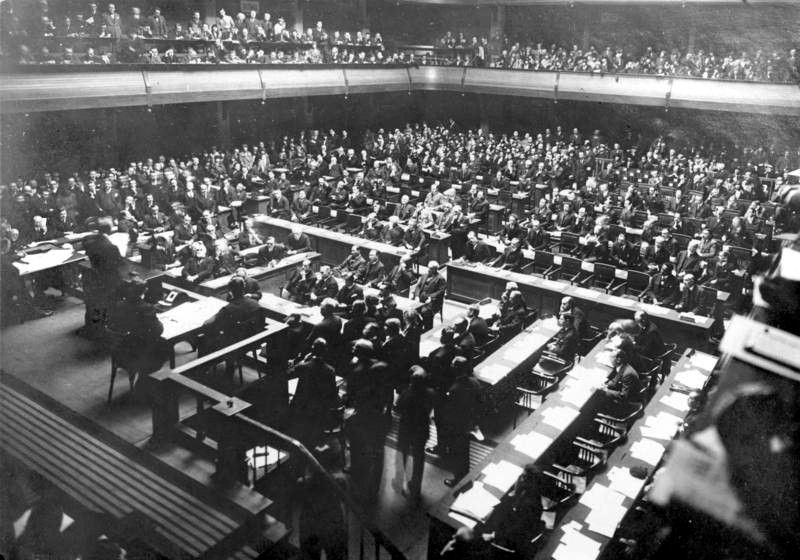
Une réunion de la Société des Nations en 1926.

La Finlande avait été la partie orientale du royaume suédois pendant des siècles jusqu'en 1809, pendant les guerres napoléoniennes, lorsque la Russie impériale la conquis et la transforma en un État tampon autonome au sein de l'Empire russe pour protéger Saint-Pétersbourg, la capitale impériale. La Finlande jouissait d'une large autonomie et disposait de son propre sénat. Cependant, à la fin du XIXe siècle, la Russie entama des tentatives pour assimiler la Finlande dans le cadre d'une politique générale visant à renforcer le gouvernement central et unifier l'Empire par la russification. Ces tentatives ruinèrent les relations entre la Russie et la Finlande et augmentèrent le soutien populaire aux mouvements finlandais visant l'autonomie gouvernementale.
Le déclenchement de la Première Guerre mondiale donna à la Finlande une fenêtre d'opportunité pour atteindre cet objectif. Les Finlandais cherchèrent l’aide tant de l'Empire allemand et des bolcheviks à cette fin. Le 6 décembre 1917, le Sénat finlandais déclara l'indépendance du pays. Le nouveau gouvernement bolchevique russe était faible, et la guerre civile russe éclata bientôt. Le dirigeant bolchevique, Vladimir Lénine, ne pouvait détacher des troupes ou de l'attention pour la Finlande, et par conséquent, la Russie soviétique reconnut le nouveau gouvernement finlandais trois semaines seulement après la déclaration d'indépendance. En 1918, les Finlandais connurent une courte guerre civile dans laquelle les Gardes rouges pro-bolcheviques étaient armés par 7 000  à   10 000 militaires russes, stationnées en Finlande.
Après la Première Guerre mondiale, une organisation intergouvernementale, la Société des Nations, fut fondée. Ses buts étaient d’empêcher la guerre par la sécurité collective et le règlement des différends entre les pays par la négociation et la diplomatie. La Finlande rejoignit la Société des Nations, en 1920.
Dans les années 1920 et 1930, la Finlande connaissait une pluralité politique. Le Parti communiste de la Finlande fut déclaré illégal en 1931, et le mouvement patriotique (IKL) d'extrême droite eut une représentation mineure de 14 sièges (sur 200 sièges) au parlement. Le centre, occupé par les conservateurs, les libéraux, les agrariens et le Parti populaire suédois de Finlande, eurent tendance à se regrouper avec le Parti social-démocrate, dont le chef, Väinö Tanner, était un fervent partisan du régime parlementaire. À la fin des années 1930, l'économie de la Finlande, orientée vers l'exportation, croissait. Le pays avait presque résolu son « problème d’extrême droite » et la Finlande se préparait pour les Jeux olympiques d'été de 1940.

### Relations finno-allemandes

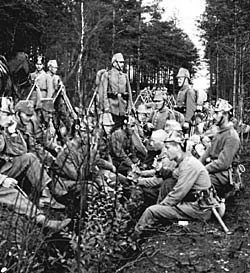
Les Jägers finlandais pendant la Première Guerre mondiale.

Pendant les dernières phases de la Première Guerre mondiale, les Jägers finlandais, formés par les Allemands, jouèrent un rôle clé dans la Guerre civile finlandaise, et la Division allemande de Baltique intervint également à la fin de la guerre civile. Les Jägers étaient des volontaires issus des cercles d'influence allemande comme les étudiants universitaires. Cette participation à la lutte pour l'indépendance finlandaise créa des liens étroits avec l'Allemagne, mais après la défaite allemande dans la guerre, les relations avec ses voisins scandinaves devinrent plus importantes et l'objectif principal de la politique étrangère finlandaise.
Les relations finno-allemandes se refroidirent après que les nazis accédèrent au pouvoir en 1933. Les Finlandais admiraient l'Allemagne impériale mais non le régime nazi, radical et anti-démocratique. Les conservateurs finlandais n'acceptaient pas la violence de l'État et les politiques contre l’église. Pourtant, ils avaient une certaine sympathie pour les objectifs allemands de réviser le traité de Versailles, bien que la politique finlandaise officielle fût réservée, surtout après l'occupation allemande de la Tchécoslovaquie. La Finlande rappela même brièvement son ambassadeur pour une courte période. Les nazis finlandais et les partis ultranationalistes comme l'IKL ne reçurent qu’un soutien mineur à plusieurs élections, notamment après l’infructueuse rébellion de Mäntsälä en 1932,.

### Coopération finlando-suédoise
Après l’indépendance de la Finlande en 1917 et la guerre civile finlandaise, les pays scandinaves auraient été de meilleurs candidats pour une alliance politique. La coopération suédo-finlandaise représentait un riche filon d'une histoire partagée dans la culture des deux nations, et les Finlandais suédophones avaient la même langue que les Suédois. Pendant la guerre civile, cependant, la Suède occupa brièvement les îles d’Åland, et elle soutint plus tard le mouvement local qui voulait faire sécession de la Finlande et joindre les îles à la Suède. Le différend fut réglé par la Société des Nations en 1921, et les îles d'Åland restèrent finlandaises, mais une grande autonomie leur fut accordée. Les autres obstacles à des relations plus étroites étaient les conflits linguistiques et sur le statut de la langue suédoise en Finlande. La Suède opposa également le mouvement de résistance de la classe supérieure contre la russification. En conséquence, les jeunes hommes finlandais reçurent leur formation militaire en Allemagne et générèrent le mouvement des Jäger finlandais. Néanmoins, les relations finno-suédoises s’amélioraient considérablement avant la guerre d'Hiver.
La Finlande demanda des garanties de sécurité à la Société des Nations mais n'avait pas de grandes attentes. La Suède en était l'un des membres fondateurs et basait donc ses politiques militaires sur les principes de désarmement et de sanctions. Au milieu des années 1920, les Finlandais établirent un comité de planification spéciale, le comité Erich d’après le nom de son président, Rafael Erich, qui se composait de politiciens et de dirigeants de premier plan. Le but était d'explorer une possible collaboration militaire de la Finlande avec d'autres nations. L'objectif premier était la coopération avec les pays scandinaves parmi lesquels la Suède était le partenaire potentiel le plus important.
Les militaires finlandais et suédois engagèrent une vaste coopération, mais elle était davantage axée sur l'échange d'information et la planification de la défense des îles Åland que sur des exercices militaires ou sur le matériel. L'objectif finlandais était d’impliquer les Suédois dans une politique de défense commune des îles Åland. Si les Suédois s'engageaient à aider la Finlande à fortifier les îles, un précédent important et utile pourrait alors être établi. Le gouvernement suédois était au courant de la coopération militaire mais évita soigneusement de s'engager dans la politique étrangère finlandaise.

### Coopération militaire secrète avec l'Estonie

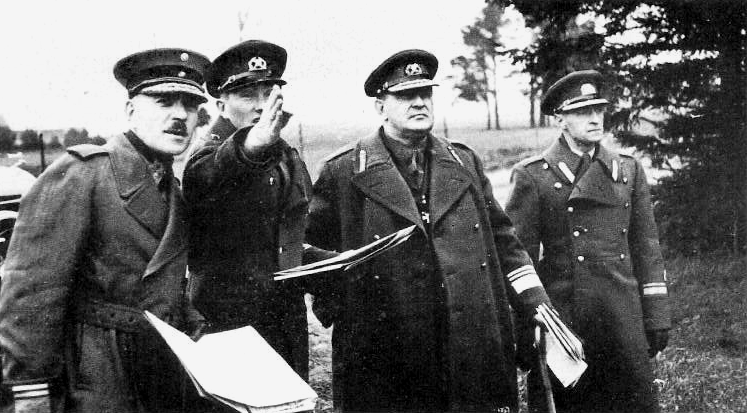
Le chef de l'état-major général finlandais Lennart Oesch (à gauche) surveille l'armée de terre estonienne lors d’exercices militaire en octobre 1938. Le chef de l'état-major général estonien Nikolai Reek est deuxième à partir de la droite.

Les relations finno-estoniennes étaient sur le plan diplomatique plus étroites après la guerre d'indépendance de l'Estonie dans les années 1920. Elles se refroidirent, mais les relations militaires restèrent proches. Du point de vue finlandais, des relations étroites avec l'Estonie n’excluaient pas la politique de neutralité scandinave. Néanmoins, les relations militaires étaient très secrètes, et les pays organisèrent des exercices militaires conjoints. L'objectif central était d'empêcher la flotte soviétique de la Baltique d'utiliser librement sa force dans le golfe de Finlande contre ces deux pays. L'Estonie cherchait également des garanties de sécurité publique et signa l'Entente baltique en 1934 avec la Lettonie et la Lituanie.

### Relations avec le Royaume-Uni et la France
Après l'effondrement de l'Allemagne impériale en novembre 1918, les Finlandais cherchèrent de nouveaux partenaires politiques. Le Royaume-Uni avait été un partenaire commercial important depuis le XVIIIe siècle, et les Finlandais travaillèrent à améliorer leurs relations pendant les deux décennies suivantes. Dans les années 1930, la Finlande acheta des torpilleurs britanniques Thornycroft ;s'abstint également d'acheter des bombardiers à l'Allemagne à cause des protestations britanniques ; et acheta en lieu et place des Bristol Blenheim modernes, qui serviront plus tard avec succès au cours de la guerre d'Hiver.
Les relations avec la France étaient importantes après la Première Guerre mondiale et dans les années 1920 puisqu'elle avait joué un rôle de premier plan dans les nouvelles dispositions de sécurité européennes. Dans les années 1930, la France commençait à craindre la montée de l'Allemagne nazie et se lança dans un rapprochement avec l'Union soviétique, qui tendit les relations franco-finlandaises. Toutefois, pendant la guerre d'Hiver, la France fut l'un des plus importants fournisseurs de matériel militaire de la Finlande.

### Plans de défense finlandais
Le plan d’opération militaire des Forces de défense finlandaises contre les Soviétiques avait été nommé Venäjän keskitys (« Concentration russe » ; VK) dans les années 1920. Dans le dernier plan, daté de 1934, les Finlandais envisageaient deux scénarios possibles. Dans le scénario VK1, les Soviétiques mobiliseraient tout le long de leur frontière occidentale et ne déploreraient que des forces limitées contre la Finlande. Dans ce cas, les Finlandais effectueraient des contre-attaques à travers la frontière.
Le scénario VK2 envisageait une situation beaucoup plus défavorable pour les Finlandais. La ligne de défense principale se situerait sur l'isthme de Carélie, et les forces finlandaises repousseraient les attaques soviétiques dans des positions favorables et détruiraient l'ennemi par des contre-attaques. Dans la guerre d'Hiver, le scénario VK2 était flexible et ses bases se révélèrent correctes, mais l’état-major finlandais avail sous-estimé la supériorité numérique de l'Armée rouge.
La Finlande disposait d'un budget de la Défense limité après son indépendance, en particulier dans les années 1930. Par conséquent, les Forces de défense finlandaises manquaient de matériel militaire dans presque toutes les branches. Une grande partie du matériel de l'armée était dépassée et se révéla même inadapté sur le terrain pendant la guerre d'Hiver. Pendant la guerre, la situation matérielle s’améliora mais restait en retrait par rapport à l'Armée rouge, plus moderne et bien équipée.

## Relations soviéto-finlandaises

### Relations diplomatiques

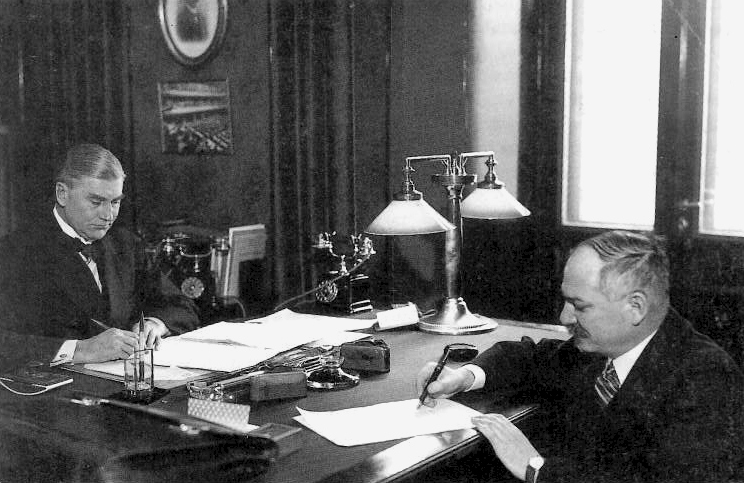
Le pacte de non-agression soviéto-finlandais signé à Helsinki le 21 janvier 1932. Sur la gauche, le ministre finlandais des Affaires étrangères Aarno Yrjö-Koskinen, et sur la droite, l'ambassadeur soviétique à Helsinki Ivan Maisky.

Les relations entre l'Union soviétique et la Finlande avait été tendues, un héritage des deux périodes de russification forcée au tournant du siècle et de l’infructueuse rébellion socialiste en Finlande, soutenue par les Soviétiques, ainsi que des incursions de groupes de nationalistes finlandais, l’expédition de Viena en 1918 et l'expédition d'Aunus de 1919, en Carélie orientale russe.
Le 14 octobre 1920, la Finlande et la Russie soviétique signaient le traité de Tartu, confirmant comme nouvelle frontière finno-soviétique l'ancienne frontière entre le Grand-duché autonome de la Finlande et de l'Empire russe. En outre, la Finlande reçut Petsamo, avec son port libre de glace sur l'océan Arctique. Le traité n'empêcha pas le gouvernement finlandais de permettre à des volontaires de franchir la frontière pour soutenir le soulèvement en Carélie orientale en 1921 ou d’expatrier des communistes finlandais, qui causaient des troubles en Finlande. En 1923, les deux pays signèrent un accord de paix et des frontières, qui normalisa la frontière.
En 1928, l'Union soviétique commença la collectivisation en Ingrie. Au cours de la collectivisation et du nettoyage ethnique, les Soviétiques capturèrent, tuèrent et déportèrent des paysans ingriens et provoquèrent de nombreuses critiques dans les médias finlandais en 1930. Deux ans plus tard, le mouvement nationaliste de Lapua tenta en vain de renverser le gouvernement finlandais lors de la rébellion de Mäntsälä.
Néanmoins, au cours des années 1930, le climat diplomatique entre la Finlande et l'Union soviétique s'améliora progressivement. Depuis les années 1920, l'Union soviétique avait proposé différents pactes de non-agression à la Finlande, mais tous avaient été rejetés. L'offre fut renouvelée dans le cadre d'une série d'accords sur les frontières occidentales de l'Union soviétique. En 1932, l'Union soviétique signa un pacte de non-agression avec la Finlande, qui fut réaffirmé en 1934 pour dix ans.
Les relations entre les deux pays restèrent, cependant, en grande partie de minimis. Alors que le commerce extérieur de la Finlande était en plein essor, moins d'un pour cent était avec l'Union soviétique. En 1934, l'Union soviétique rejoignit la Société des Nations et plus tard accepta d'autres « forces progressistes » à côté des partis communistes. Ce changement dans l’attitude soviétique, ainsi que la politique interne en Finlande, permit un court dégel des relations en 1937.

### Staline et la protection de Leningrad
Après la guerre civile russe, Staline avait été déçu par l'incapacité russe à fomenter une révolution réussie en Finlande. En outre, les bolcheviques étaient la proie de sentiments nationaux à l'intérieur de l'Union soviétique. En 1923, Staline proclama que le danger principal dans les relations nationales était le chauvinisme grand-russe. Il commença la politique d'indigénisation (korenizatsia) afin de promouvoir les cadres communistes nationaux pour chaque nationalité. Cependant, à partir de 1937, Staline encouragea le chauvinisme russe, ce qui impliquait que les Russes étaient politiquement et culturellement supérieurs,. La diplomatie soviétique reçu pour objectif la récupération des territoires de l'Empire russe. L'Union soviétique utilisa le Internationale communiste pour développer une doctrine où la bourgeoisie égalait le fascisme et que le communisme était l'organisme naturel du prolétariat. En pratique, cela signifia que tout régime autre que le communisme serait considéré comme antisoviétique et fasciste. La politique étrangère soviétique était un mélange de l'idéologie de la révolution mondiale et des préoccupations traditionnelles de la sécurité nationale russe.
Au cours de l'ère stalinienne, la production de l'agriculture soviétique s'effondra causant les famines de 1932-1933. Les chiffres officiels de la production industrielle furent utilisés pour la propagande pour dépeindre l'Union soviétique comme un miracle économique. La propagande soviétique utilisa également des comparaisons transfrontalières avec la Finlande pour représenter ce pays comme une « clique fasciste et réactionnaire vicieuse ». Le maréchal finlandais Carl Gustaf Emil Mannerheim et le chef du Parti social-démocrate de Finalnde, Väinö Tanner, étaient notamment honnis. Staline acquit un pouvoir quasi-absolu en 1935-1936 en ne laissant que l'armée autonome, mais ses officiers furent également la cible de purges pendant la Grande terreur en 1937-1938.
À la fin des années 1930, Staline n'était plus satisfaite du statu quo dans les relations soviétiques avec la Finlande. Cela était le résultat d'un changement dans la politique étrangère soviétique, qui poursuivait maintenant le but de récupérer les provinces de la Russie tsariste perdues dans le chaos de la révolution d'Octobre et la guerre civile russe. Les Soviétiques considérait l'ancien empire comme ayant eu un équilibre optimal entre la sécurité et le territoire, et leurs réflexions étaient façonné par un précédent historique, le traité de Nystad de 1721, qui visait à protéger la ville de Saint-Pétersbourg tsariste des Suédois. La réacquisition de la Finlande protégerait maintenant la ville, alors renommée Leningrad, de la montée en puissance de l'Allemagne nazie. Alors qu’en 1938, la Suède n'était plus une menace majeure pour la Russie, les Soviétiques n'avaient pas oublié le rôle que les îles Åland, contrôlées par les Finlandais, avaient joué comme base d'opérations pour la force expéditionnaire allemande lors de la guerre civile finlandaise.

## Négociations finno-soviétiques

### De 1938 à début 1939

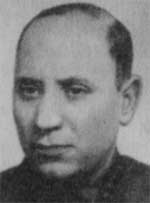
L'officier du NKVD Boris lartsev, alias Boris Rybkin, organisa des négociations secrètes avec le gouvernement finlandais en 1938.

En avril 1938, un agent diplomatique subalterne du NKVD, Boris lartsev, contacta le ministre des affaires étrangères finlandais, Rudolf Holsti, et le premier ministre finlandais, Aimo Cajander, en indiquant que les Soviétiques ne faisaient pas confiance à l’Allemagne et qu’une guerre était considérée comme possible entre les deux pays. Dans une telle guerre, l'Allemagne pourrait utiliser la Finlande comme base d'opérations contre l'Union soviétique. L'Armée rouge n’attendrait pas passivement derrière la frontière mais « avancer[ait plutôt] au devant de l'ennemi ». Si la Finlande devait se battre contre l'Allemagne, l’Union soviétique offrirait toute l'aide économique et militaire possible. Les Soviétiques accepteraient également la fortification des îles Åland mais exigèrent des « garanties positives » sur la position de la Finlande,,.
Les Finlandais assurèrent lartsev qu'ils étaient engagée dans une politique de neutralité et résisteraient à toute incursion armée. Iartsev ne fut pas satisfait de la réponse compte tenu de la faiblesse militaire de la Finlande. Il suggéra que la Finlande pourrait céder ou louer des îles dans le golfe de Finlande se trouvant à proximité de Leningrad, ce que les Finlandais rejetèrent. Plus tôt, au milieu des années 1930, l'ambassadeur soviétique à Helsinki, Eric Assmus, et le chef du parti bolchevique de Leningrad, Andreï Jdanov, avaient présenté une proposition similaire.
Les négociations se poursuivirent au cours de l'automne 1938. Les Soviétiques réduisirent leurs exigences : une opération de l'Armée rouge n'était plus une option, et la pierre d'achoppement fut déplacée sur la sécurisation du golfe de Finlande. Les Soviétiques voulaient être informés des éléments clés du blocus finno-estonien du golfe Finlande, le plan militaire secret contre la flotte de la Baltique. En outre, lartsev suggéra que les Finlandais fortifieraient l'île Suursaari mais que les Soviétiques s’occuperaient de sa défense. Au cours des négociations, Holsti démissionna de son poste de ministre des Affaires étrangères pour des raisons étrangères aux négociations, et fut remplacé par Eljas Erkko. Holsti était plutôt anti-allemand, si bien que sa démission déclencha des rumeurs, rapidement démenties par le gouvernement finlandais, qu'il avait été forcé de démissionner par le gouvernement finlandais en proie à des sympathies pour les Allemands. Les Finlandais tentèrent d’apparaître impartiaux, et le ministère de l'Intérieur émit une ordonnance interdisant l'IKL d'extrême droite. L’interdiction fut annulée par une juridiction finlandaise comme étant inconstitutionnelle. Plusieurs années plus tard, le ministre responsable à ce moment-là, Urho Kekkonen, admit qu'il s'agissait d'une simple posture pour montrer à Moscou que la Finlande n'hébergeait pas une cinquième colonne allemande.
En hiver 1939, les Soviétiques réduisirent encore leurs demandes et envoyèrent Boris Stein comme négociateur. Stein et Erkko se rencontrèrent cinq fois. Erkko rejeta les propositions soviétiques en disant que l'acceptation des exigences soviétiques signifieraient la fin de la politique de neutralité finlandaise et déplairait aux Allemands. Lorsque le président du Conseil de défense finlandais, Mannerheim, fut informé des négociations, il estima que la Finlande devrait abandonner l'île Suursaari parce que sa défense serait de toute façon impossible lors d'une guerre, mais ses arguments ne convainquirent pas la majorité du gouvernement finlandais. Stein quitta Helsinki les mains vides le 6 avril.
Les Finlandais avaient de nombreuses raisons de ne pas accéder aux propositions soviétiques. Ils avaient entamé des négociations pour une coopération militaire avec la Suède et fondaient de grands espoirs pour une défense commune finno-suédoise des îles Åland. ils ne voulaient pas compromettre ces négociations. En outre, la collectivisation violente, les Grandes Purges, les simulacres de procès et les exécutions en l’Union soviétique de Staline, avaient donné au pays une très mauvaise réputation. En outre, la plupart des dirigeants communistes finlandais en Union soviétique avaient été exécutés pendant les Grandes Purges. L'Union soviétique ne semblait donc pas être une partenaire fiable. Les envoyés soviétiques envoyés pour négocier avec les Finlandais avaient officiellement un rang relativement faible, mais comme l’affirma plus tard Tanner, les Finlandais supposait à juste titre qu'ils représentaient certains organes plus importants de l'État, sans doute le NKVD, la police secrète soviétique.

### Pacte germano-soviétique

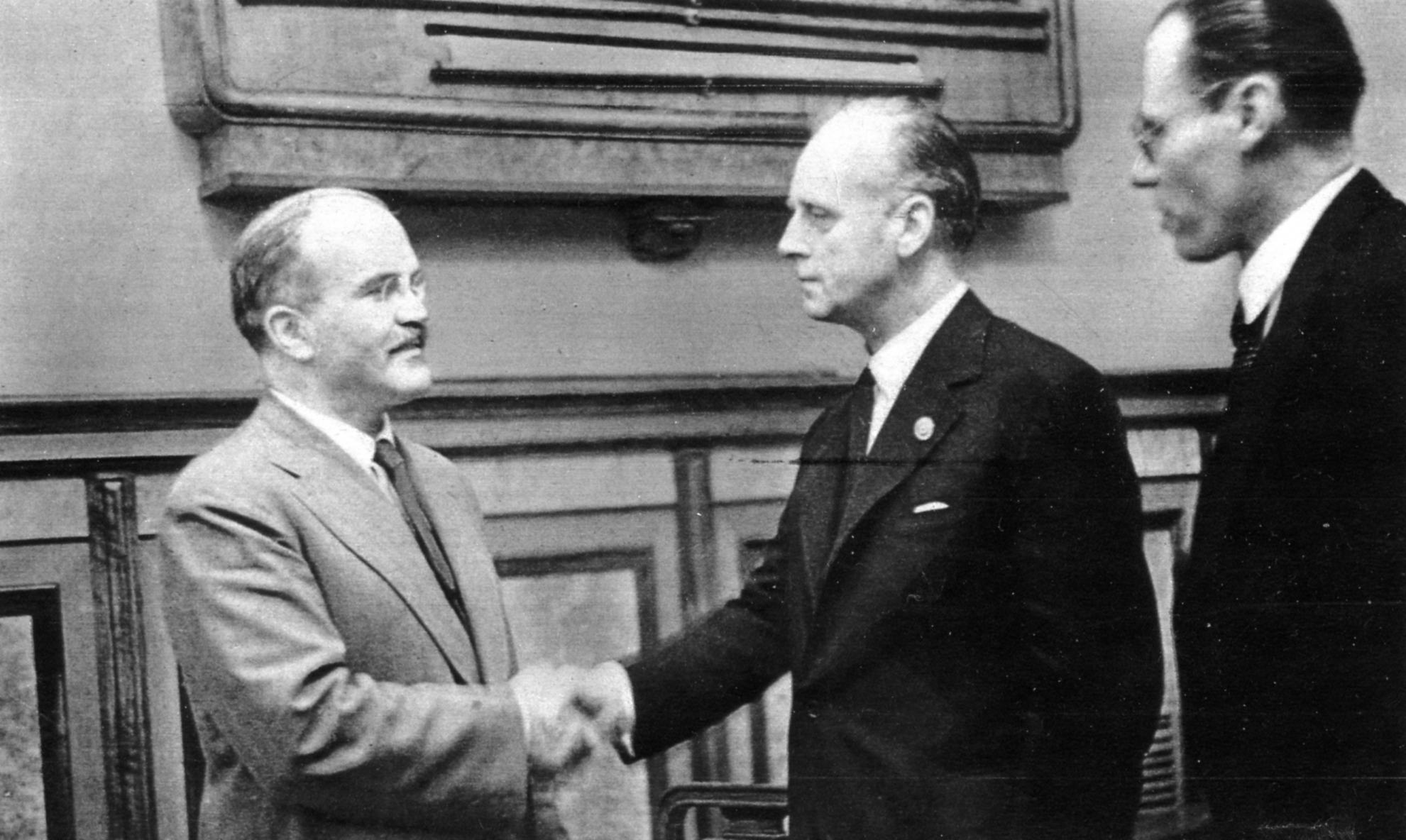
Molotov et Ribbentrop signèrent le traité de non-agression entre l'Allemagne et l'Union soviétique à Moscou.

Le 23 août 1939, l'Union soviétique et l'Allemagne signèrent le Pacte germano-soviétique. Théoriquement, le traité était un pacte de non-agression, mais il comprenait un protocole secret dans lequel les pays indépendants telles la Finlande, l'Estonie, la Lettonie, la Lituanie, la Pologne et la Roumanie étaient réparties en sphères d’influence, la Finlande devant tomber sous la zone soviétique.
Immédiatement après la signature du pacte, les pays scandinaves et la Finlande furent soulagés. Les Allemands et les Soviétiques avaient désormais résolu leurs différends, et il n'y avait plus de menace allemande planant sur l'Union soviétique. Toutefois, peu de temps après, l'Allemagne envahit la Pologne. Alliés de cette dernière, le Royaume-Uni et la France déclarèrent la guerre à l'Allemagne. Ensuite, les Soviétiques envahirent l'est de la Pologne, et Moscou plus tard demanda plus tard aux pays baltes de permettre l'établissement de bases militaires soviétiques et le stationnement de troupes sur leur sol. L'Estonie accepta l’ultimatum en signant l’accord correspondant en septembre, et la Lettonie et la Lituanie suivirent en octobre.

### Exigences soviétiques en 1939

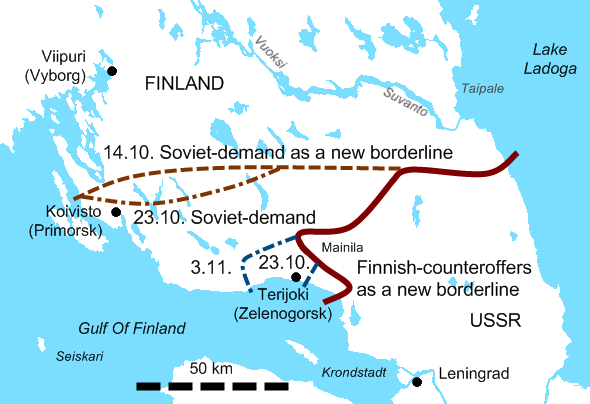
La première demande soviétique pour une nouvelle frontière fut faite le 14 octobre 1939, et le Finlandais firent une contre-offre le 23 octobre. Les Soviétiques firent une nouvelle proposition, et les Finlandais y répondirent le 3 novembre 1939-.

Le 5 octobre, l'Union soviétique invita la Finlande à des négociations à Moscou. Le gouvernement finlandais ne se hâta pas d'y répondre, comme le gouvernement estonien auparavant. Contrairement aux pays baltes, les Finlandais entamèrent une mobilisation progressive sous le couvert d’une « formation d'appoint supplémentaire ». Le gouvernement finlandais envoya non le ministre des Affaires étrangères mais son ambassadeur à Stockholm, Juho Kusti Paasikivi, à dessein de limiter ses pouvoirs en tant que négociateur. À Moscou, Paasikivi rencontra le ministre des Affaires étrangères Viatcheslav Molotov, en plus de Staline.
Les Soviétiques exigeaient que la frontière avec la Finlande sur l'isthme de Carélie soit déplacée vers l'ouest jusqu'à un point à seulement 30 kilomètres à l'est de Vyborg, la deuxième plus grande ville de la Finlande, pour relier Koivisto à Lipola. En outre, les Finlandais devraient détruire toutes les fortifications existantes sur l'isthme de Carélie. Ils devaient également céder à l'Union soviétique les îles de Suursaari, Tytärsaari, et Koivisto dans le golfe de Finlande. Dans le nord, les Soviétiques exigeaient la péninsule de Kalastajansaarento. En outre, les Finlandais devraient louer la péninsule de Hanko aux Soviétiques pour trente ans et permettre aux Soviétiques d'établir une base militaire. En échange, l'Union soviétique céderait Repola et Porajàrvi, détachées de Carélie orientale, une région deux fois plus grande que le territoire réclamé aux Finlandais,.
L'offre soviétique divisa le gouvernement finlandais. Le ministre des Affaires étrangères Eljas Erkko et le ministre de la Défense Juho Niukkanen rejetèrent l'offre et furent soutenus par le président Kyösti Kallio. Toutefois, Paasikivi, Mannerheim et Tanner, qui sera l'un des négociateurs finlandais, voulaient accepter l'offre soviétique,.
Les Finlandais s'appuyaient sur l'assistance militaire de la Suède, et Eljas Erkko pris part à l'assemblée des dirigeants des pays nordiques à Stockholm entre le 18 et le 19 octobre. Là, Erkko rencontra en privé le ministre des Affaires étrangères suédois, Rickard Sandler, qui lui assura qu'il convaincrait le gouvernement suédois d’aider la Finlande en cas de conflit. Pendant la guerre, cependant, Sandler échoua dans cette tâche et démissionna. La Finlande fut totalement isolée par un blocus allemand et soviétique et tenta en octobre d’obtenir des armes et des munitions dans le secret absolu en y associant le marchand d'armes allemand Josef Veltjens.
Le 31 octobre, Molotov annonça publiquement les exigences soviétiques lors d'une session du Soviet suprême. Les Finlandais firent deux contre-offres, la première le 23 octobre et la seconde le 3 novembre. Dans les deux offres, Finlande céderait la région de Terijoki à l'Union soviétique, ce qui était beaucoup moins que ce que les Soviétiques avaient demandé. La délégation finlandaise rentra au pays le 13 novembre en tenant pour acquis que les négociations se poursuivraient ultérieurement.

## Début de la guerre

### Les préparatifs militaires
L'Union soviétique avait commencé un réarmement intensif près de la frontière finlandaise en 1938 et 1939. Des étudiants finlandais et des volontaires avaient consacré la fin de l'été 1939 à l'amélioration des structures défensives dans l'isthme de Carélie. Du côté soviétique de la frontière, des prisonniers avaient forcés de travailler dur pour densifier un peu les rares réseaux routiers et ferroviaires. L’été 1939 fut une étape importante dans la préparation soviétique, selon les mémoires d’Alexandre Vassilievski et de Kirill Meretskov. Le Conseil suprême de la guerre ordonna au commandant de la région militaire de Leningrad, Merestkov, d’élaborer un plan d'invasion à la place de chef d'état-major, Boris Chapochnikov, qui fut adopté en juillet. Les déploiements des troupes d’assaut nécessaires ne furent entrepris qu’en octobre 1939 même si les plans opérationnels, établis en septembre, avaient prévu que l'invasion devait commencer en novembre. Staline était cependant certain que la pression soviétique ferait en sorte que les Finlandais changent d'avis sous la pression soviétique et cèdent les territoires demandés.
Les plans d'invasion furent établis par l'état-major général soviétique sous la direction de Shaposhnikov et de Vassilievski. Le calendrier soviétique était clairement et rigoureusement défini, avec peu ou pas de marge d'erreur. La date clé était de 21 décembre, soixantième anniversaire de Staline. À cette date, la capitale finlandaise, Helsinki, aurait été « libérée de l'oppression fasciste ». Jdanov avait commandé une pièce de célébration à Dmitri Chostakovitch, « Suite sur des thèmes finlandais » , pour être jouée par les fanfares de l'Armée rouge qui défileraient dans Helsinki.
Le 26 novembre, les Soviétiques organisèrent l'incident de Mainila durant lequel l'artillerie soviétique bombarda une zone près du village russe de Mainila et annonça ensuite qu'une attaque d'artillerie finlandaise avait tué des soldats soviétiques. L'Union soviétique exigea des excuses des Finlandais pour l'incident et qu'elle déplace ses forces de 20 à 25 kilomètres en deçà de la frontière. Les Finlandais nièrent toute responsabilité pour l'attaque, rejetèrent les demandes et appelèrent à un examen de l'incident par une commission finno-soviétique conjointe. L'Union soviétique affirma que la réponse finlandaise était hostile et l'utilisa comme excuse pour se dégager du pacte de non-agression.

### Agressions de l'Armée rouge

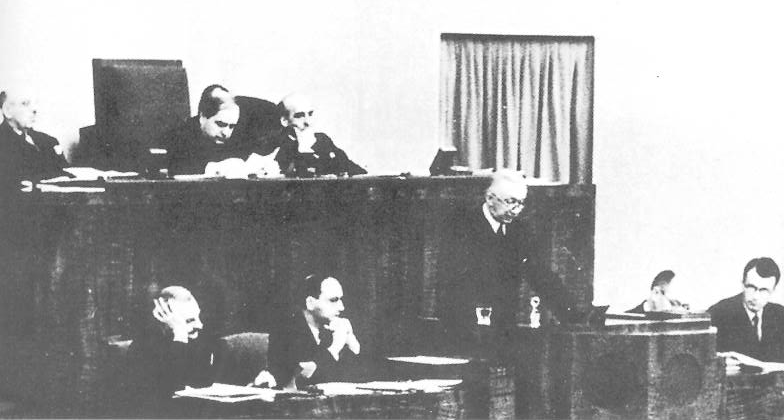
Discours du ministre finlandais Rudolf Holsti devant l'assemblée générale de la Société des Nations le 11 décembre 1939.

Le 30 novembre, les forces soviétiques envahirent la Finlande avec 27 divisions, totalisant 630 000 hommes, bombardèrent les arrondissements civils d’Helsinki et attenignirent rapidement  la ligne Mannerheim. Le bombardement de Mainila fut un casus belli de l'Union soviétique, qui se retira du pacte de non-agression le 28 novembre. Plus tôt, l'Allemagne nazie avait mis en scène un incident similaire pour servant de prétexte à la rupture du pacte de non-agression germano-polonais. Plus tard, l'Union soviétique utiliserait l'incident de l'Orzeł pour contester la neutralité de l'Estonie.
Plus tard, Paasikivi fera remarquer que l'attaque soviétique, sans déclaration de guerre, violait trois pactes de non-agression différents : le traité de Tartu de 1920, le pacte de non-agression entre la Finlande et l'Union soviétique signé en 1932 et à nouveau en 1934 et la Charte de la Société des Nations. L'invasion fut jugée illégale par la Société des Nations, qui expulsa l'Union soviétique le 14 décembre. À la suite de l'attaque soviétique, Mannerheim fut nommé commandant en chef des Forces armées finlandaises. En outre, le gouvernement finlandais changea, et Risto Ryti fut nommé premier ministre et Tanner ministre des Affaires étrangères.
Le 1er décembre, l'Union soviétique créa un nouveau gouvernement pour la Finlande, désormais appelée la République démocratique finlandaise. C'était un régime fantoche, dirigé par Otto Wille Kuusinen, qui devint connu sous le nom de « gouvernement de Terijoki », en référence au village qui était le premier endroit « libéré » par l'Armée rouge. Le régime fantoche échoua et fut tranquillement supprimé au cours de l'hiver 1940. Contrairement aux attentes soviétiques, dès le début du conflit, la classe ouvrière finlandaise se rangea derrière le gouvernement légal. Cette unité nationale contre l'invasion soviétique sera appelée « l'esprit de la guerre d'Hiver ».

## Sources
- (en) Alexander O. Chubaryan et Harold Shukman, Stalin and the Soviet–Finnish war 1939–40, Londres, Frank Cass, 2002 (ISBN 0-7146-5203-2)
- (en) The Fall of an Empire, the Birth of a Nation : national identities in Russia, Helsinki, Ashgate, 2000, 227 p. (ISBN 1-85521-902-6)
- (en) Robert Edwards, White Death : Russia's War on Finland 1939–40, Londres, Weidenfeld & Nicolson, 2006, 319 p. (ISBN 978-0-297-84630-7)
- (fi) Talvisodan pikkujättiläinen, Werner Söderström Osakeyhtiö, 1999, 1st éd., 976 p. (ISBN 951-0-23536-9)
- (fi) Ohto Manninen, Talvisodan salatut taustat : Neuvostoliiton operatiiviset suunnitelmat 1939-1941 Suomen suunnalla, Porvoo, Kirjaneuvos, 1994, 109 p. (ISBN 952-90-5251-0)
- (fi) Tuomo Polvinen, Hannu Heikkilä et Hannu Immonen, J. K. Paasikivi. Valtiomiehen elämäntyö 2 : 1918–1939, Porvoo, Helsinki, Juva, WSOY, 1992, 609 p. (ISBN 951-0-18122-6)
- (en) Donald Rayfield, Stalin and His Hangmen : An Authoritative Portrait of a Tyrant and Those Who Served Him, Penguin books, 2005 (1re éd. 2004), 528 p. (ISBN 978-0-14-100375-7)
- (en) Väinö Tanner, The Winter War : Finland against Russia 1939-1940, California, Stanford University Press, 1950, 1st éd. (lire en ligne)
- (en) William R. Trotter, The Winter war : The Russo–Finno War of 1939–40, New York (Great Britain: London), Workman Publishing Company (Great Britain: Aurum Press), 2002, 2006, 5th éd. (1re éd. 1991), 283 p. (ISBN 978-1-85410-881-4 et 1-85410-881-6)

« First published in the United States under the title A Frozen Hell: The Russo–Finnish Winter War of 1939–40 »
- (en) Klaus Veltjens, Seppl : a step ahead of politics, CreateSpace, 2009 (ISBN 978-1-4421-4582-5)